# Yola (Nigeria)

Eingang zur britischen Residentur in Yola, 1902

Yola (deutsch auch: Jola) ist die Hauptstadt und das Verwaltungszentrum des Bundesstaates Adamawa in Nigeria. Die Stadt liegt am Oberlauf des Flusses Benue, der hier im 19. Jahrhundert seinen wichtigsten Hafen hatte. Yola wurde 1841 gegründet und war bis zur Besetzung durch die Briten im Jahre 1901 die Hauptstadt der Fulani, die Einwohnerzahl der Stadt lag 2004 bei ca. 88.500. Zahlen von 2007 sprechen von einer Einwohnerzahl von über 100.000. Die Tagestemperaturen liegen in der Trockenzeit gewöhnlich bei über 40 °C.
Yola ist inzwischen zu einer Doppelstadt geworden: Es besteht aus der Altstadt, in der die traditionelle Regierung (Lamido auf Fulani) ihren Sitz hat, und der neuen Stadt Jimeta (ca. 5 km nordwestlich), die das heutige administrative und wirtschaftliche Zentrum ist und mit über 140.000 Einwohnern fast doppelt so groß ist wie das alte Yola. Beide Teile sind längst ineinander verwachsen, und die Nennung des Namens Yola meint grundsätzlich beide Teile. Nördlich der Stadt befinden sich das Mandara-Gebirge, südlich das Shebshi-Gebirge mit seinem höchsten Punkt Dimlang (nach seinem einstigen deutschen Entdecker 1854 Eduard Vogel Vogelspitze genannt) auf 2042 m. Yola gilt als der Ausgangspunkt für Ausflüge in den Gashaka-Gumpti-Nationalpark und das Mambilla-Plateau.

## Geschichte
Yola wurde um 1841 durch Modibo Adama, einen regionalen Führer der Fulbe gegründet. Während des islamischen Glaubenskampfes Dschihad, der hier von Shehu Usman Dan Fodio im 19. Jahrhundert geführt wurde, galt Modibbo Adama als sein geborener Führer in der Region des Benue-Oberlaufes.
Wahrscheinlich war Heinrich Barth (1821–1865) im Jahr 1849 der erste Europäer, der kurz nach ihrer Gründung die Stadt auf einer seiner Expeditionen erreichte. Ende Mai 1889 erreichte außerdem Eugen Zintgraff den Ort.
Am 2. September 1901 wurde Yola durch die britische West African Frontier Force eingenommen und Sitz eines britischen Residenten. An Stelle des vertriebenen Amir Djubayru b. Aadama setzten die Briten dessen Bruder Bobb Ahmadu b. Aadama als Machthaber in Yola ein.
In den Folgejahren brachte die deutsche Kolonialmacht das Hinterland Kameruns, zum großen Teil unter Gewaltanwendung, unter ihre Kontrolle. Die Grenze zum britischen Protektorat Nordnigeria wurde in den Jahren 1903/1904 mit der Beteiligung der deutschen Offiziere Hans Glauning und Arnold Schultze von Yola bis zum Tschadsee markiert. Grundlage hierfür war das deutsch-britische Abkommen von 1893, bei dem die Grenze zwischen Rio-del-Rey-Ästuar und Tschadsee festgelegt worden war. Zu dieser Zeit hatte der Ort ca. 15 bis 20000 Einwohner.
Seit der Ausbreitung der terroristischen Gruppierung Boko Haram im Norden Nigerias ab 2010 war Yola wiederholt das Ziel von Anschlägen dieser Gruppe. Der bisher verheerendste Anschlag ereignete sich am 17. November 2015, als im Stadtviertel Jimeta kurz nach dem Abendgebet eine Bombe in einer Menschenmenge explodierte. Dabei wurden mindestens 30 Menschen getötet und über 80 verletzt.

## Infrastruktur
Yola-Jimeta hat einen Markt und einen Zoo. Es gibt sowohl eine Moschee als auch die römisch-katholische Kathedrale des Bistums Yola. 
Durch die gute Verkehrs-Infrastruktur, einem weitreichenden Nahverkehrsnetz mit Bussen und Taxibussen und dem westlich des Zentrums gelegenen Flughafen erreicht man im Norden Mubi und Maiduguri, im Westen Numan, Gombe und Bauchi, im Süden Makurdi und Katsina. Eine Schnellstraße verbindet die Stadt mit dem Flughafen, der allerdings nicht täglich bedient wird. 
Es gibt eine staatliche Polytechnische Hochschule und die Federal University of Technology Yola (FUTY), die beide ca. 10 km entfernt an der Straße nach Mubi liegen. Darüber hinaus gibt es noch weitere Schulen, zum Teil mit sehr gutem Ruf, wie beispielsweise die nach amerikanischem System aufgebaute private American University of Nigeria (AUN).

## Persönlichkeiten
- Mohammed Barkindo (1959–2022), Generalsekretär der OPEC